# 屈乾亨
屈乾亨（？年—？年），字愚甫，號確齋，湖廣夷陵州人，明朝政治人物。
嘉靖時任四川順慶府岳池縣知縣。明時曾在四川順慶府岳池縣（位於今四川東北部，武周萬歲通天二年分南充、相如二縣置，是一個千年古縣）擔任官吏。
曾修《岳池县志》。